# Ролан Бонапарт
Ролан Наполеон Бонапарт (фр. Roland Napoléon Bonaparte; 19 травня 1858, Париж — 14 квітня 1924, там же) — французький принц, президент Французького географічного товариства від 1910 року до своєї смерті. Онук принца Люсьєна Бонапарта.

## Життєпис
Син принца П'єра Наполеона Бонапарта (1815—1881) та Елеонор Жюстін Рюфлен (1832—1905), і онуком принца Люсьєна Бонапарта, брата імператора Наполеон Бонапарта.
1880 року одружився з Марі-Фелікс Бланк (1859—1882), з якою вони мали дочку принцесу Марі Бонапарт (1882—1962).
1886 року взяв участь у науковій експедиції, яка сфотографувала й анатомічно виміряла саамських жителів Північної Норвегії.
Від 1921 до 1923 року був президентом Французького астрономічного товариства.
Після смерті свого двоюрідного брата принца Наполеона Шарля Бонапарта 1899 року, став 6-м принцом Каніно та Музіньяно, але так офіційно й не прийняв цього титулу. Після смерті принца Ролана старша лінія дому Бонапарт від Люсьєна Бонапарта вимерла по чоловічій лінії.
Жан-Батист Шарко назвав на честь нього Бонапарт-Пойнт в Антарктиді. Також існує невелике озеро в горах над узбережжям саамського села Квалсунн, яке називається Бонапартезеєн (Bonapartesjøen), що означає «озеро Бонапарта».

## Галерея

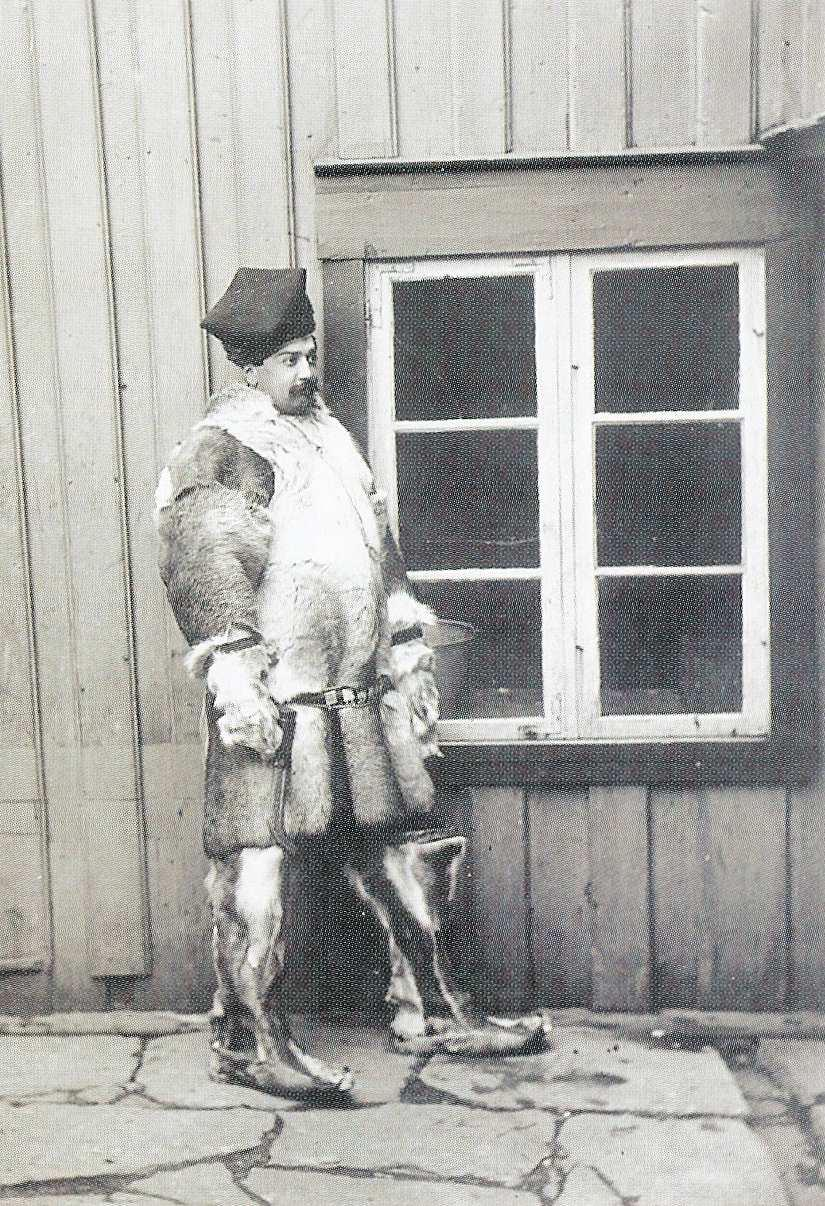
Ролан Бонапарт у традиційному саамському костюмі[ru]
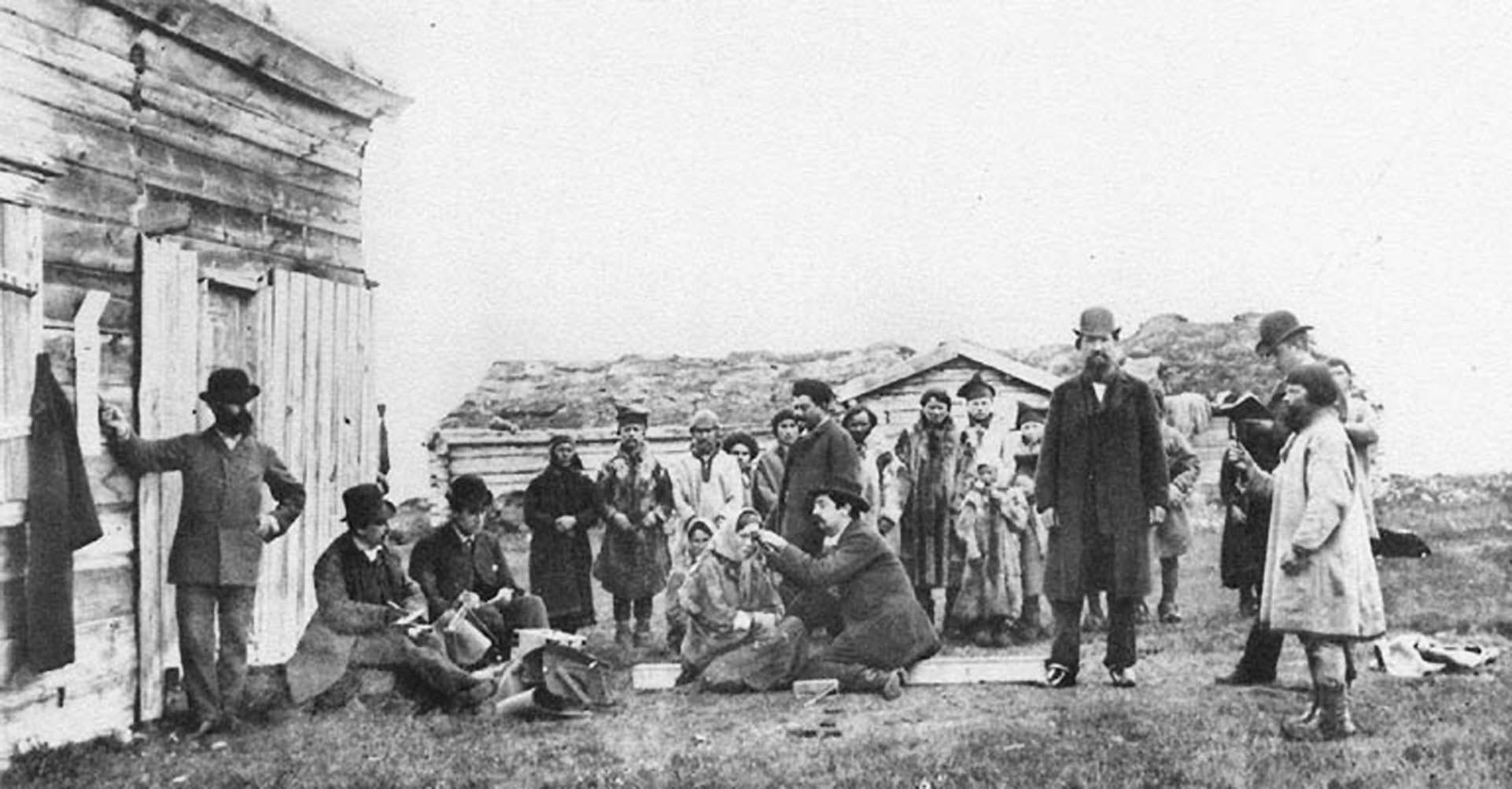
Бонапарт (у центрі) вимірює голову саамської жінки
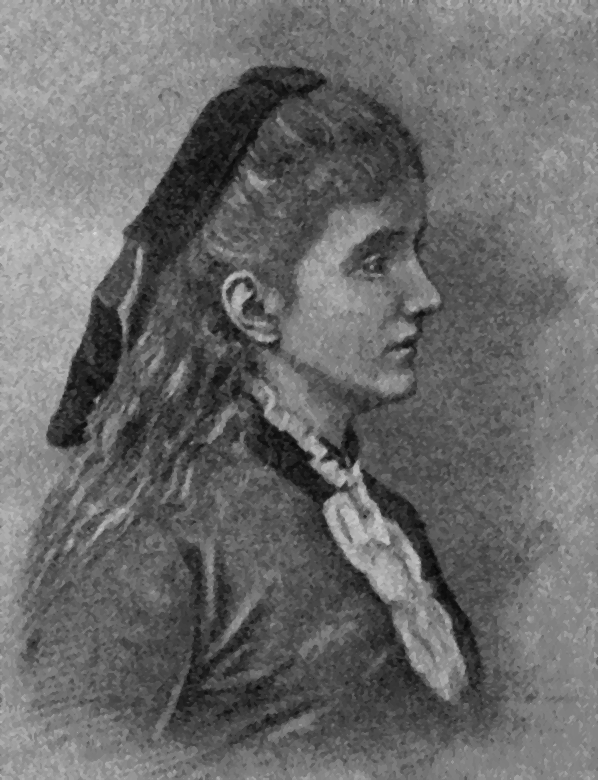
Марі-Фелікс Бланк (1859-1882), дружина
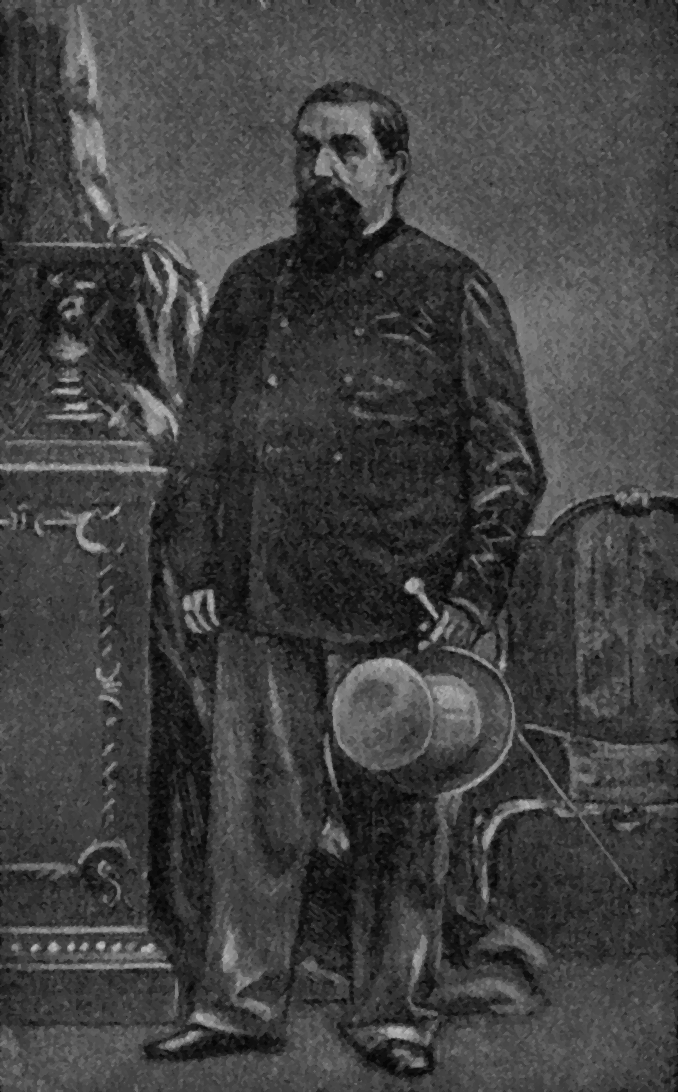
П'єр Наполеон Бонапарт (1815—1881), батько
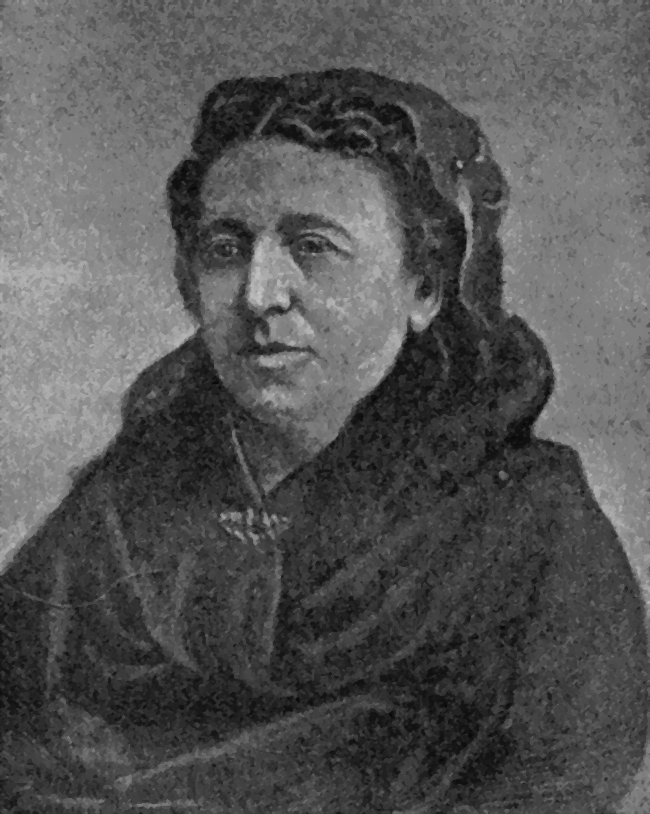
Елеонор Жюстін Рюфлен (1832—1905), мати